# Comité français d'histoire de la géologie
Le Comité français d'histoire de la géologie (COFRHIGEO) a été créé en 1976 par François Ellenberger, avec l'objectif de contribuer à l'histoire des sciences géologiques, et de contribuer à des recherches méthodologiques sur l'évolution des sciences géologiques.

## La création du COFRHIGEO
Le COFRHIGEO a été créé le 15 juin 1976 au cours d’une réunion convoquée par François Ellenberger (1915-2000) à laquelle participaient Théodore Monod (1902-2000), René Taton (1915-2004), André Cailleux (1907-1986), Henri Termier (1897-1989), Gabriel Gohau, Jean Gaudant, etc. L’historien Jacques Roger (1920-1990) s’était fait excuser.
Les statuts, approuvés en assemblée générale le 23 novembre de la même année, précisent que ce Comité « a pour but de promouvoir les recherches historiques relatives à la naissance et au développement des différentes disciplines entrant dans le cadre des sciences de la Terre ». Il a en outre « pour mission d’assurer, dans les limites de sa compétence, la représentation de la France auprès des organisations internationales responsables des questions d’histoire et de philosophie des sciences ».
Le bureau élu par cette assemblée était initialement composé de François Ellenberger  (président), André Cailleux, Jacques Roger et Henri Termier (vice-présidents), Jean Gaudant (secrétaire général) et Guy Tamain, trésorier, qui démissionna en 1981 et fut remplacé par Goulven Laurent (1925-2008).
François Ellenberger étant décédé en 2000, Gabriel Gohau assure ensuite lors la présidence du COFRHIGEO. À compter de 2017, le président est Philippe Taquet.
| Identité                           | Période | Période | Durée |
| Identité                           | Début   | Fin     | Durée |
| ---------------------------------- | ------- | ------- | ----- |
| François Ellenberger (1915 - 2000) | 1976    |         |       |
| Gabriel Gohau (1934 - 2023)        | 1996    |         |       |
| Philippe Taquet (né en 1940)       | 2017    |         |       |

## Le mode d'action du Comité
Une association loi de 1901 a été constituée.
À partir de 1977, le Comité se réunit habituellement 3 fois par an en séances publiques, au cours desquelles sont présentées des communications ayant pour thème l’histoire des sciences de la Terre, et le texte a été diffusé à ses membres. 
À partir de 1983, les présentations sont éditées sous forme d'articles scientifiques et publiées dans un volume annuel. Jean Gaudant se chargea continuellement du travail éditorial.
Certains thèmes furent choisis pour publier des ouvrages, notamment le Mémoire de la Société géologique de France n° 168, intitulé Essais sur l’histoire de la géologie en hommage à Eugène Wegmann (1995) et  De la géologie à son histoire (1997), édité par le Comité des travaux historiques et scientifiques (CTHS). 
Le COFRHIGEO organisa un symposium pour célébrer le bicentenaire de la mort de Dolomieu (1750-1801). Les actes de ce symposium furent publiés en 2005 par les Presses de l'Ecole des Mines, sous le titre « Dolomieu et la géologie de son temps ». Plus récemment, dans le cadre de l’Année de la planète Terre, parurent aux Presses des Mines deux volumes composés de textes présentés oralement devant le COFRHIGEO : « Géologues et paléontologues, de la passion à la profession » (2008) et « L'essor de la géologie française » (2009).